# دائرة رأس العيون
دائرة رأس العيون دائرة من دوائر ولاية باتنة الجزائرية. تضم بلديات :
- رأس العيون.
- القيقبة.
- القصبات
- الرحبات
- أولاد سلام
- تالخمت